# Maybach W3
Maybach W3 — немецкий автомобиль класса люкс, первый полноценный автомобиль марки Maybach на основе прототипа W1, собранного на шасси Mercedes. Дебютировал на автосалоне в Берлине 1921 года с чёрно-белым кузовом лимузин. В период с 1921 года по 1926 год фирма произвела 305 моделей W3.
7-литровый двигатель мощностью в 70 л.с. разгонял автомобиль до 110 км/ч и отличался высоким крутящим моментом — 2200 об/мин. Агрегат оснащался двумя свечами на цилиндр и системой зажигания от магнето фирмы Robert Bosch GmbH. Мощность двигателя передавалась на колёса через 2-ступенчатую планетарную коробку передач. Переключение передач было по возможности упрощено: первая передача разгоняла автомобиль до максимальной скорости, а вторая, так называемая «горная» (нем. Berghebel), включалась только при подъёмах; передачи переключались специальными педалями (сцепление отсутствовало).
Кузов автомобиля производило ателье Германа Спона из Равенсбурга. W3 был довольно дорогим: цена составляла от 25 000 до 36 000 рейхсмарок. В 1926 году был заменён на Maybach W5 с более мощным двигателем. До наших дней не сохранилось ни одного представителя этой модели.